# Hành tinh ánh sáng
Hành tinh ánh sáng là một đĩa đơn quảng bá cho EP năm 2020 của nữ ca sĩ kiêm sáng tác nhạc người Việt Nam Vũ Cát Tường mang tên Một triệu năm ánh sáng. Bài hát được ra mắt vào ngày 5 tháng 11 năm 2020 bởi hãng đĩa The Little Prince Entertainment của chính nữ ca sĩ. Hành tinh ánh sáng là một bản nhạc pop, soft ballad pha trộn giai điệu R&B nhẹ nhàng, tạo cảm giác thoải mái khi nghe. Video âm nhạc của ca khúc cũng đã được ra mắt cùng ngày và hiện đạt hơn 4 triệu lượt xem trên YouTube.

## Bối cảnh ra mắt
Vào ngày 31 tháng 10 năm 2020, tại show diễn của mình ở Đà Lạt, Vũ Cát Tường đã chính thức tiết lộ với người hâm mộ về việc ra mắt sản phẩm âm nhạc mới trong tháng 11. Ngay sau đó 2 ngày, cô đã có động thái bắt đầu cho việc comeback bằng cách phủ trắng ảnh đại diện các mạng xã hội, cũng như hé lộ hashtag #HTAS cho khán giả. Ngay lập tức, cộng đồng người hâm mộ của Tường đã đẩy hashtag #VCTComeback lên đến top 1 trending của Twitter Việt Nam. Sau đó vào ngày 2 tháng 11, cô đã chính thức công bố poster về việc ra mắt single mới với tên gọi Hành tinh ánh sáng.
Ngày 5 tháng 11 năm 2020, Hành tinh ánh sáng đã chính thức được ra mắt trên YouTube và các nền tảng nghe nhạc trực tuyến.

## Sự cố
Vào ngày 3 tháng 11 - tức 2 ngày trước khi ra mắt ca khúc, Vũ Cát Tường đã đăng tải một status thông báo về việc sẽ không ra mắt phiên bản gốc video âm nhạc của Hành tinh ánh sáng, lí do cô đưa ra là vì sự cố kỹ thuật nghiêm trọng đã xảy ra làm tổn hại một phần dữ liệu lớn của MV. Ngoài ra, Tường cũng thông báo sẽ gấp rút quay lại một MV mới để giữ lời hứa với khán giả.
| “ | Mặc dù ekip sản xuất MV đã nỗ lực hết sức để phục hồi, thành quả MV đạt được vẫn không đúng như mong muốn của Tường ngay từ lúc đặt viên gạch cho dự án này. Mọi người lúc này ắt hẳn đang giận Tường nhiều lắm, Tường cũng đang ngồi bần thần không hiểu vì sao chuyện này lại xảy đến với mình. 7 năm sống hết mình với âm nhạc, chưa bao giờ Tường chùn bước trước bất cứ thử thách nào. Nhưng ngay khoảnh khắc này, Tường thấy bất lực quá...Tường xin lỗi mọi người. Thật sự rất xin lỗi. - Vũ Cát Tường chia sẻ trên trang cá nhân của mình | ” |

Ngay lập tức, rất nhiều anh chị em đồng nghiệp và khán giả đã an ủi và chia sẻ sự cảm thông với sự cố Tường gặp phải.

## Video âm nhạc
Tối ngày 5 tháng 11 năm 2020, video âm nhạc của ca khúc đã được ra mắt trên YouTube.
Vì được gấp rút hoàn thiện trong thời gian ngắn - chỉ trong 1 ngày nên Vũ Cát Tường và ekip đã quyết định lựa chọn bối cảnh phông nền trắng, Tường cũng mặc bộ quần áo màu trắng để thể hiện rõ ý nghĩa của tên gọi Hành tinh ánh sáng.

MV có bối cảnh màu trắng đơn giản, Vũ Cát Tường xuất hiện và hát theo giai điệu ca khúc

MV được nhận xét là khá đơn giản, không cầu kì nhưng lại rất nhẹ nhàng, khác xa với phiên bản gốc được chia sẻ là cực kì hoành tráng và công phu Tuy nhiên, Hành tinh ánh sáng vẫn mang lại cho khán giả sự hài lòng và thoải mái khi xem, khiến người xem phải tập trung vào giai điệu cũng như ca từ của bài hát.
2 ngày sau khi ra mắt, Hành tinh ánh sáng đã leo lên vị trí 32 top thịnh hành của YouTube Việt Nam.Video âm nhạc của ca khúc cũng đã đạt được 1.000.000 lượt xem sau 51 giờ phát hành.

## Các phiên bản khác

### Phiên bảnLo-fi
Phiên bản phụ của ca khúc sử dụng âm điệu Lo-fi dễ nghe sản xuất bởi StillaD Tùng Dương đã được Vũ Cát Tường ra mắt trên kênh YouTube của mình.

### Phiên bản tiếng Anh
Ngoài ca khúc tiếng Việt, Hành tinh ánh sáng còn được Vũ Cát Tường ưu ái biến tấu thêm phiên bản tiếng Anh của bài hát mang tên Planet E được ra mắt cùng ngày với Hành tinh ánh sáng.
Planet E được nhận xét là một bản phối hoàn toàn khác, Vũ Cát Tường đã rất khôn khéo khi sử dụng các giai điệu lo-fi để tạo nên một phiên bản không hề trùng lập với bản chính. Đây cũng là bonus track trong EP Một triệu năm ánh sáng.
Chỉ sau vài ngày ra mắt, Planet E đã có mặt trong các playlist cuối tuần của Spotify tại Thái Lan, Singapore, Malaysia, Philippines và Indonesia.